# (38593) 1999 XF166
1999 XF166 (asteroide 38593) é um asteroide da cintura principal. Possui uma excentricidade de 0.28579400 e uma inclinação de 12.97963º.
Este asteroide foi descoberto no dia 10 de dezembro de 1999 por LINEAR em Socorro.